# Corchorus congener
Corchorus congener är en malvaväxtart som beskrevs av David A. Halford. Corchorus congener ingår i släktet Corchorus och familjen malvaväxter. Inga underarter finns listade i Catalogue of Life.